# Heliconius paranapurae
Heliconius paranapurae är en fjärilsart som beskrevs av Otto Staudinger 1896. Heliconius paranapurae ingår i släktet Heliconius och familjen praktfjärilar. Inga underarter finns listade i Catalogue of Life.